# Carl Isak Rylander
Carl Isak Rylander, född 1779, död 1810 i Göteborg, var en svensk miniatyrmålare.
Han ska ha börjad sin bana som guldsmed i Åmål, blev sedan elev vid Konstakademien i Stockholm och målade porträtt i miniatyr. Hans bättre arbeten utmärka sig genom god teckning och sträng modellering, men är något torra i färgen. Hans målningar förekommer tämligen sällan. Rylander är representerad på Nationalmuseum i Stockholm  och Göteborgs konstmuseum.